# 帕克永
帕克永（英語：Pakyong）是印度錫金邦帕克永縣的一個城市，為帕克永縣的縣治。該城市位於喜馬拉雅山腳，帕克永機場和國家蘭花研究中心（印度農業研究委員會）位於該城市。